# Oleria makrena
Oleria makrena là một loài bướm ngày thuộc họ Nymphalidae. Nó được tìm thấy ở Nam Mỹ, bao gồm Venezuela, Ecuador, Colombia và Bolivia.
Sải cánh dài khoảng 52 mm.

## Phụ loài
- Oleria makrena makrena (Venezuela, Ecuador)
- Oleria makrena caucana (Colombia)
- Oleria makrena schoenfelderi (Bolivia)

Có ba phụ loài không được mô tả. Hai phụ loài từ Colombia và một từ Panama.

## Hình ảnh

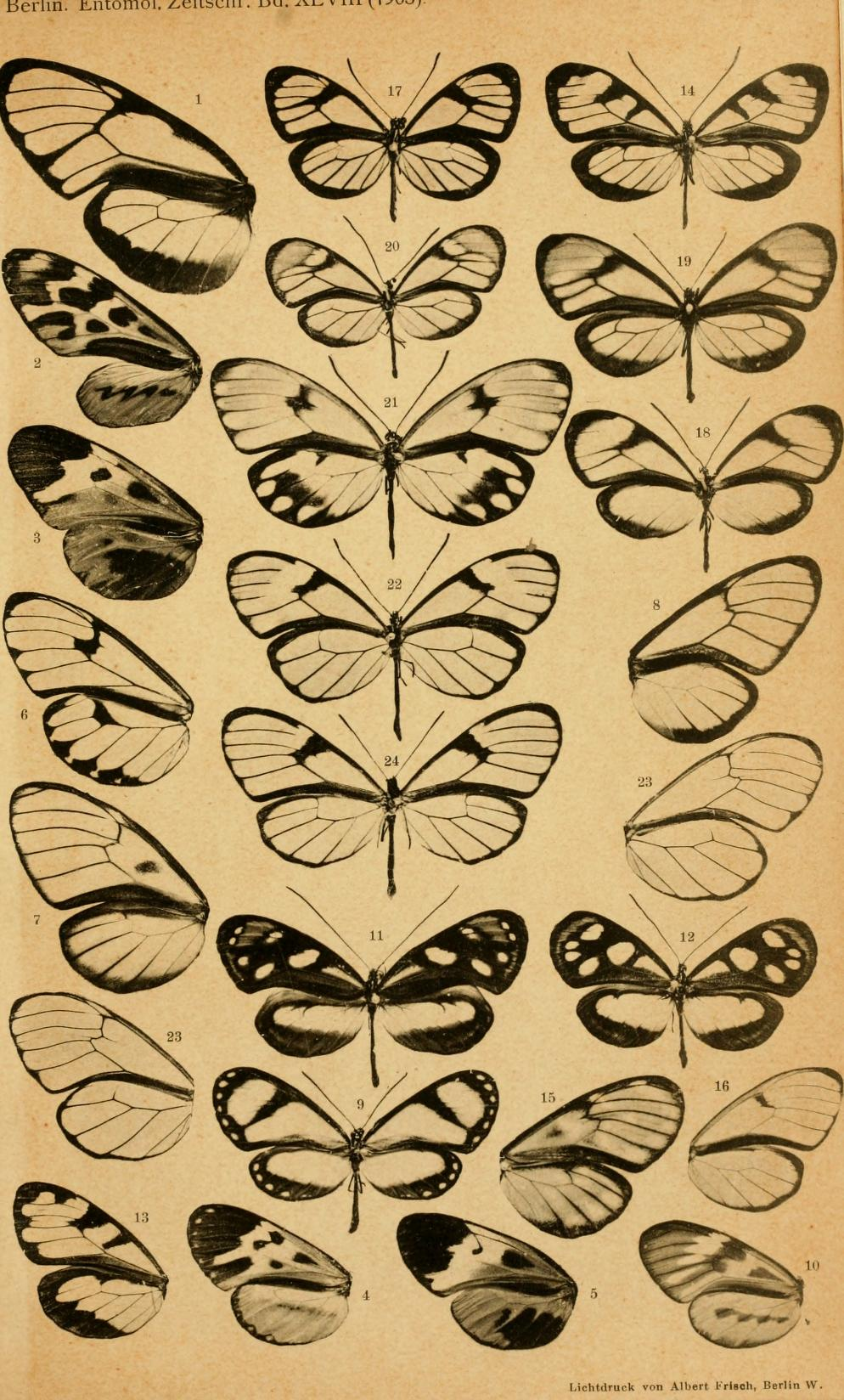
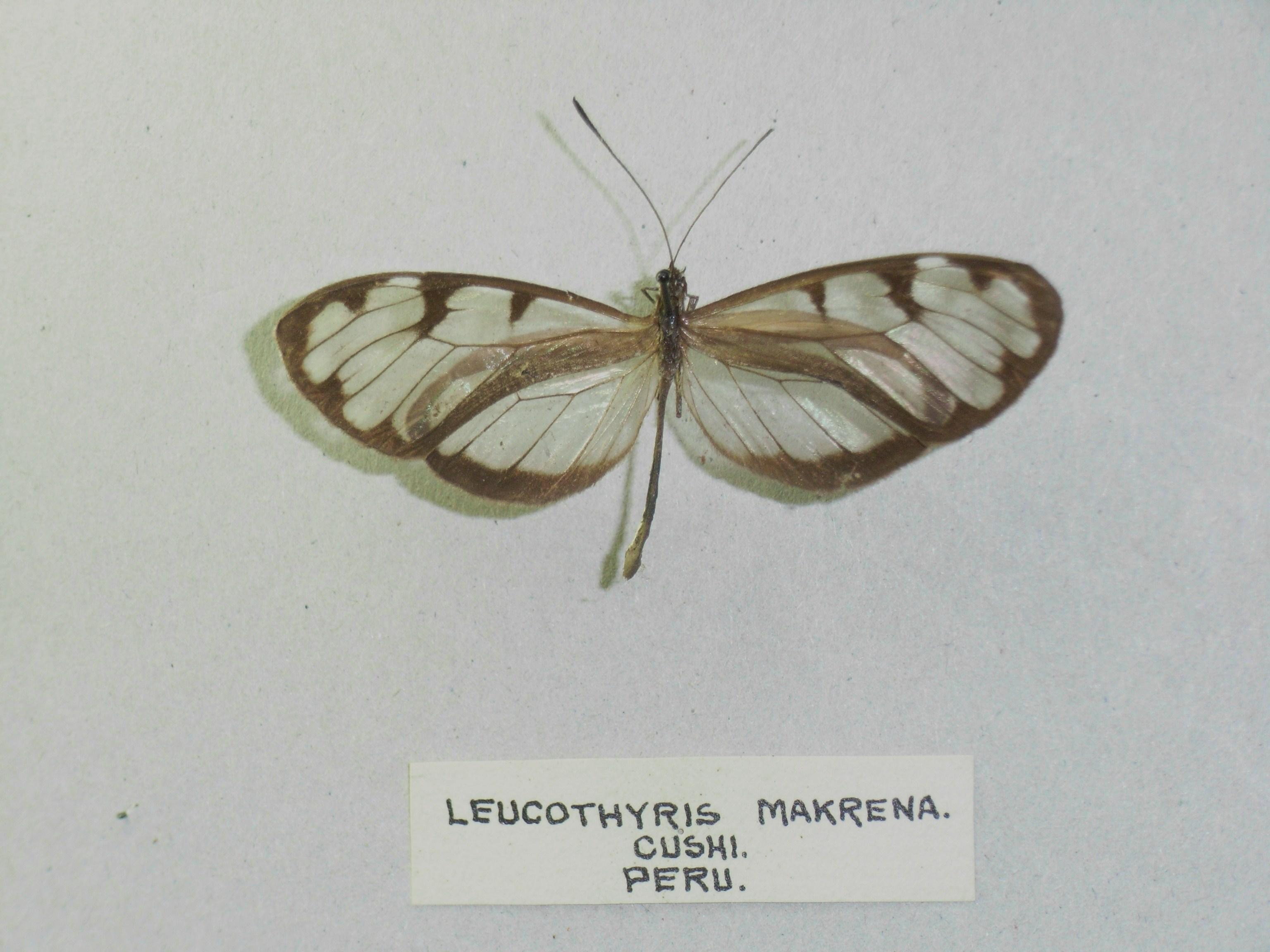
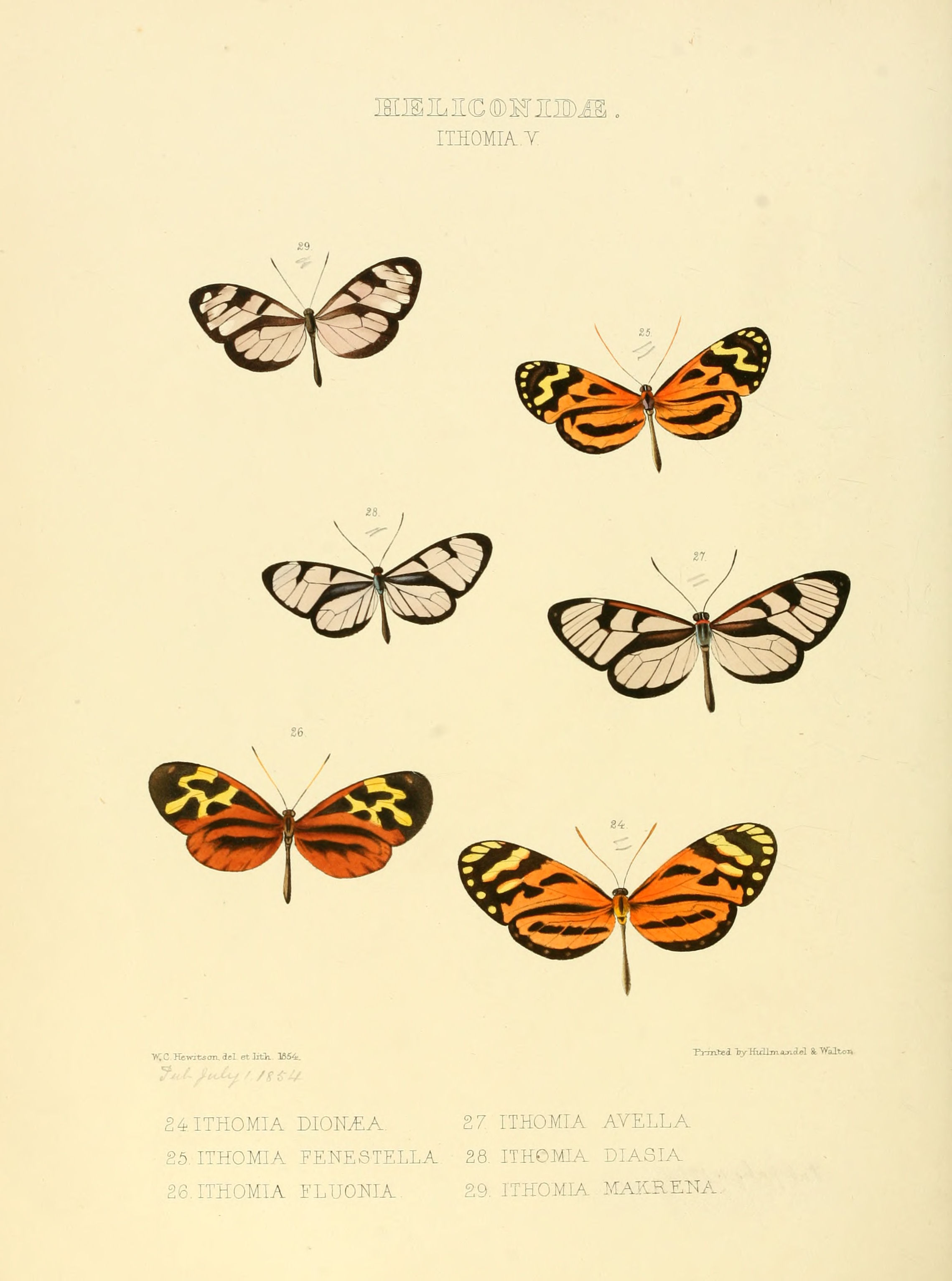
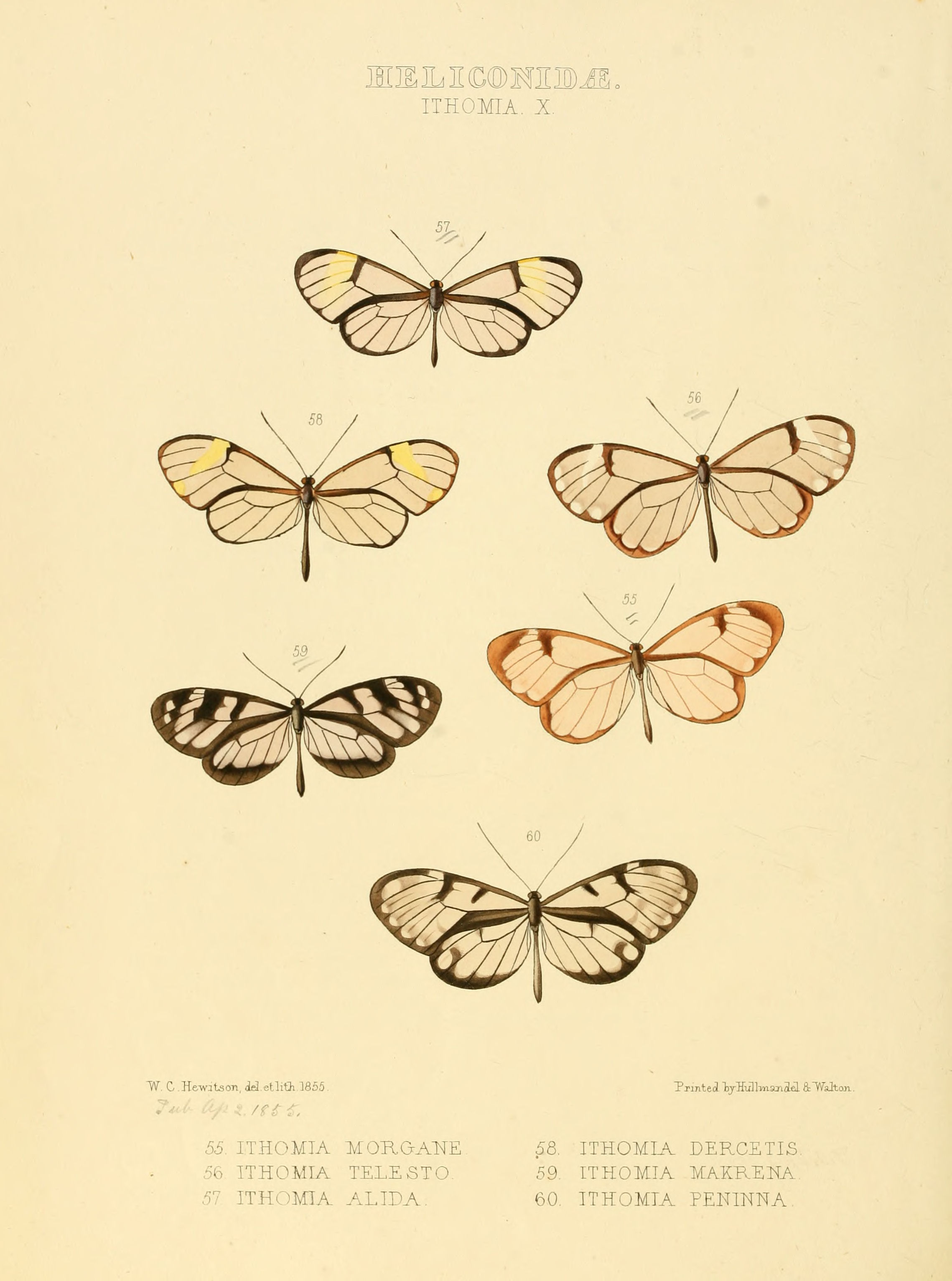